# Как писать книги
«Как писать книги: Мемуары о ремесле» (англ. On Writing: A Memoir of the Craft) — автобиографическая книга Стивена Кинга.

## Сюжет
Состоит из двух частей: «Жизнеописание» (автобиография) и «Что такое писательство» (советы начинающим авторам). В первой части Кинг рассказывает о наиболее ярких событиях своей жизни, начиная с двухлетнего возраста. При этом большое внимание уделяется детству и школьным годам, что позволяет понять, какие события в личной жизни повлияли на формирование Кинга как писателя. Во второй части книги Кинг даёт практические советы писателям, приводя хорошие и плохие, по его мнению, примеры (отрывки) как из существующих литературных произведений известных авторов, так и из несуществующих произведений (написанные им самим).